# ستيف ويست (طبال)
ستيف ويست (بالإنجليزية: Steve West)‏ هو طبال أمريكي، ولد في 30 مايو 1964.

## وصلات خارجية
- ستيف ويست على موقع ميوزك برينز (الإنجليزية)
- ستيف ويست على موقع أول ميوزيك (الإنجليزية)
- ستيف ويست على موقع ديسكوغز (الإنجليزية)